# Elith Worsing
Elith Worsing, född 8 mars 1893 i Köpenhamn, död 18 mars 1923, var en dansk kompositör.
Elith Worsing arbetade med Studenterrevyen i Köpenhamn där teaterdirektören Ludvig Brandstrup upptäckte honom och anställde honom vid Tivolirevyen 1919. Tillsammans med Olfert Jespersen levererade han musik till sommarrevyn på Nørrebro Teater 1916–1918 och 1920. Han skrev ensam musiken till Palads-revyen 1919 och till Tivolirevyen 1920. I Tivolirevyen slog han igenom med ”Sov dukke Lise”, som sjöngs av den tidens stora stjärna Ingeborg Bruhn Berthelsen, samt ”Lille sommerfugl”.
Trots Worsings korta karriär efterlämnade han ca 300 kompositioner. Bland de mest kända är: ”Sov dukke Lise” (”Dock-Lisa”/”Lillan ska sova”), ”Lille sommerfugl” (”Fjäril, flyg din väg”), ”Hils fra mig derhjemme” (”Hälsa dem därhemma”).